# Zahltag (1922)
Zahltag (Originaltitel: Pay Day) ist eine US-amerikanische Filmkomödie von Charlie Chaplin aus dem Jahr 1922.

## Handlung
Die Arbeiter auf einer Baustelle arbeiten nur dann flink, wenn der Vorarbeiter hinschaut. Charlie arbeitet ebenfalls dort als Bauarbeiter, doch er kommt an dem Tag zu spät. Die Tochter des Vorarbeiters bringt ihrem Vater das Essen vorbei. Charlie hat nichts zu essen. Er bedient sich an dem Essen der anderen Arbeiter, das diese auf dem Bauaufzug ablegen, der unkontrolliert zwischen den Etagen des Hauses hin- und herfährt.
Es ist Zahltag. Charlie ist mit der Entlohnung nicht zufrieden. Seine Frau wartet bereits auf ihn, um ihm das Geld abzunehmen. Charlie geht sofort in den Bachelor Club und ist betrunken, als er sich auf den Heimweg macht. Die Straßenbahnen sind übervoll, er kommt kaum mit und muss schließlich laufen. Als er frühmorgens um fünf zuhause ankommt, ist sein Abendessen von streunenden Katzen gefressen worden und seine Frau schläft wartend mit dem Nudelholz in der Hand. Ins Bett kommt er nicht mehr, da der Wecker klingelt. Mehrere Versuche, sich an einem ruhigen Ort in der Wohnung noch einmal hinzulegen, vereitelt seine Frau, die ihn zurück zur Arbeit jagt.

## Hintergrund
Pay Day war Chaplins siebter und vorletzter Film für First National. Er diente nur noch der Vertragserfüllung; Chaplin hatte sich bereits seit Anfang 1919 mit Douglas Fairbanks, Mary Pickford und David Wark Griffith als United Artists für einen anderen Vertriebsweg entschieden. Der Film entstand in Chaplins Studio und wurde am 2. April 1922 veröffentlicht.